# Weird Place to Hide
Weird Place To Hide è il terzo album studio del gruppo rock italiano Laundrette, pubblicato nel 2003 con etichette Suiteside di Bologna e White'N'Black.

## Tracce
1. The Ghost – 5:11
2. Weird Place To Hide – 5:10
3. Saturday Mornings – 2:57
4. Smash Mountain Man – 5:01
5. Man And Woman Driving – 5:07
6. Weekender – 4:29
7. Every You – 5:00
8. Allen Says – 5:11